# Telmatoscopus fordi
Telmatoscopus fordi är en tvåvingeart som beskrevs av Satchell 1953. Telmatoscopus fordi ingår i släktet Telmatoscopus och familjen fjärilsmyggor. Inga underarter finns listade i Catalogue of Life.